# Кости (10-й сезон)
Десятый сезон американского детективного телесериала «Кости» о судебных антропологах из ФБР с Эмили Дешанель и Дэвидом Борианазом в главных ролях. Десятый сезон, премьера которого состоялась на канале Fox 25 сентября 2014 года, а заключительная серия вышла 11 июня 2015 года, состоит из 22 эпизодов.

## В ролях

### Основной состав
- Эмили Дешанель — доктор Темперанс «Кости» Бреннан
- Дэвид Борианаз — специальный агент Сили Бут
- Микаэла Конлин — Энджела Монтенегро
- Томас Джозеф Тайн — доктор Джек Ходжинс
- Тамара Тейлор — доктор Кэмилла «Кэм» Сароян
- Джон Фрэнсис Дейли — доктор Лэнс Свитс
- Джон Бойд — агент Джеймс Обри

### Второстепенный состав
- Санни Пелант — Кристина Бут
- Патриция Белчер — Кэролайн Джулиан
- Стерлинг Мейсер мл. — заместитель директора ФБР Виктор Старк
- Райан О’Нил — Макс Кинан
- Сэм Андерсон — Хьюго Сандерсон
- Майкл Бадалукко — Скотт Старрет
- Билли Гиббонс — отец Энджелы
- Синди Лопер — Авалон Гармония
- Дэнни Вудберн — Алекс Радзивилл
- Матер Зикель — Альдо Клеменс

Интерны:
- Карла Галло — Дэйзи Вик
- Майкл Грант Терри — Венделл Брэй
- Юджин Бирд — доктор Кларк Эдисон
- Лаура Спенсер — Джессика Уоррен
- Педж Вахдат — Арасту Вазири
- Игнасио Серричио — Родольфо Фуэнтес
- Брайан Клугман — доктор Оливер Уэллс

## Эпизоды
| № общий | № в сезоне | Название                                                                | Режиссёр            | Автор сценария                                                            | Дата премьеры    | Произв. код | Зрители в США (млн) |
| --- | ---------- | ----------------------------------------------------------------------- | ------------------- | ------------------------------------------------------------------------- | ---------------- | ----------- | ------------------- |
| 191 | 1          | «The Conspiracy in the Corpse» «Заговор в трупе»                        | Иэн Тойнтон         | Стефан Нейтан и Джонатан Коллир                                           | 25 сентября 2014 | AAKY01      | 6,34                |
| После шокирующих событий в доме Бута и Бреннан прошло несколько месяцев. Бут отбывает срок в тюрьме за убийство 3-х агентов ФБР, тогда как Бреннан и её команда пытаются раскрыть заговор и найти того, кто пытался убить Бута. Команда института эксгумирует останки Говарда Купера, думая, что именно он стал первой жертвой заговора. Они ещё не знают, что самое страшное в этом деле их ждёт впереди. Первое появление Джеймса Обри. Интерн: Кларк Эдисон.                                                   |            |                                                                         |                     |                                                                           |                  |             |                     |
| 192 | 2          | «The Lance to the Heart» «Лэнс в сердце»                                | Дуайт Литтл         | Телесценарий: Никечи Окоро Кэрролл и Кит Фоглесон История: Майкл Петерсон | 2 октября 2014   | AAKY02      | 6,41                |
| Пока Бут и команда института скорбят о потере близкого друга, таинственный организатор заговора наносит новый удар. И теперь, чтобы раскрыть это дело, Бут и Бреннан должны понять, какое отношение к делу имеет Джон Эдгар Гувер. Шаг за шагом, агенты подбираются все ближе к разгадке. Интерн: Кларк Эдисон, Дейзи Вик. |            |                                                                         |                     |                                                                           |                  |             |                     |
| 193 | 3          | «The Purging of the Pundit» «Очищение эксперта»                         | Тим Саутхэм         | Майкл Петерсон                                                            | 9 октября 2014   | AAKY03      | 6,39                |
| ФБР расследует убийства Хутча Уайтхауза. Убитый работал на радио и вёл активную борьбу против иммигрантов. Расследование осложняется тем, что у погибшего было много врагов. Так кто на самом деле убил ведущего радио — это и предстоит выяснить агенту Буту и его напарнице доктору Бреннан. Интерн: Рудольфо Фуэнтес. |            |                                                                         |                     |                                                                           |                  |             |                     |
| 194 | 4          | «The Geek in the Guck» «Гик в грязи»                                    | Милан Чейлов        | Джини Хонг                                                                | 16 октября 2014  | AAKY04      | 6,56                |
| Пока Бут и Бреннан выбирают детский сад для своей дочери, ФБР находит на берегу реки тело Хейза Робинсона — богача, который вёл скромный образ жизни и разрабатывал видео игры. Однако погибший был не так уж чист: за спиной у своих друзей он вёл грязную игру, чтобы добиться собственных целей. Быть может, его секрет был раскрыт, и потому его убили? Это и предстоит выяснить Буту и Бреннан. Интерн: Джессика Уоррен.                                                                                     |            |                                                                         |                     |                                                                           |                  |             |                     |
| 195 | 5          | «The Corpse at the Convention» «Тело на конвенции»                      | Чад Лоу             | Дейв Томас                                                                | 30 октября 2014  | AAKY05      | 5,60                |
| На научной конференции, где доктор Бреннан собиралась читать свой доклад, происходит убийство. Кто-то устроил пожар, чтобы скрыть убийство. Вскоре выясняется, что доктор Ходженс был знаком с жертвой, и это ставит перед Бутом задачу доказать невиновность своего друга. Интерн: Венделл Брэй. |            |                                                                         |                     |                                                                           |                  |             |                     |
| 196 | 6          | «The Lost Love in the Foreign Land» «Потерянная любовь в чужих землях»  | Эллисон Лидди-Браун | Эмили Сильвер                                                             | 6 ноября 2014    | AAKY06      | 5,64                |
| ФБР расследует убийство девушки, чьи останки были найдены в поле. Выясняется, что убитая была родом из Азии. Что заставило девушку преодолеть такой долгий путь в Америку? Это и должны выяснить Бут и его команда. В то же время доктор Вазири надеется получить одобрение своей диссертации от доктора Бреннан. Интерн: Арасту Вазири. |            |                                                                         |                     |                                                                           |                  |             |                     |
| 197 | 7          | «The Money Maker on the Merry-Go-Round» «Бизнесмен на карусели»         | Майкл Ланж          | Кит Фоглесонг                                                             | 13 ноября 2014   | AAKY07      | 5,50                |
| Под детской каруселью обнаружили останки человеческого тела. Команде предстоит хорошенько покопаться в грязном белье руководителей огромной корпорации, к которой имел непосредственное отношение погибший. Обри начинает чувствовать эмоциональную связь с этим делом, что существенно затрудняет расследование. Бут и Бреннан выясняют отношения из-за того, что Кристина начала ругаться. Интерн: Оливер Уэллс.                                                                                                |            |                                                                         |                     |                                                                           |                  |             |                     |
| 198 | 8          | «The Puzzler in the Pit» «Головоломка в котловане»                      | Чад Лоу             | Никечи Окоро Кэрролл                                                      | 20 ноября 2014   | AAKY08      | 5,26                |
| Дэйзи выходит на работу и пытается справиться с потерей Свитса весьма оригинальным способом. Демонстранты нашли останки у скважины во время акции протеста и винят во всём газовую компанию. Жертвой оказался Лореанс Брукс, знаменитый мастер ребусов. Что убитый делал около той скважины и кто мог убить такого затворника как он? Интерн: Дейзи Вик. |            |                                                                         |                     |                                                                           |                  |             |                     |
| 199 | 9          | «The Mutilation of the Master Manipulator» «Увечье мастера манипуляций» | Тим Саутхэм         | Хилари Уэйзман Грэм                                                       | 4 декабря 2014   | AAKY09      | 5,70                |
| У команды всего пара частей тела. Поэтому они отправляются в увлекательное путешествие по свалкам города за недостающими фрагментами. Кто и зачем расчленил тело? Собранный по кусочкам оказывается профессором психологии Рендалом Фэрбанксом. Его опыты с человеческой психикой были не всем по душе. К тому же профессор предпочитал молодых аспиранток. Бут проходит дорожную школу и ему запрещено выезжать. Вэндел заканчивает лечение и начинает отношения с симпатичной медсестрой. Интерн: Венделл Брэй. |            |                                                                         |                     |                                                                           |                  |             |                     |
| 200 | 10         | «The 200th in the 10th» «Двухсотый в десятом»                           | Дэвид Борианаз      | Стефан Нейтан                                                             | 11 декабря 2014  | AAKY10      | 5,49                |
| Кости покоряет Голливуд. Темперанс Бреннан расследует таинственную смерть Эвы Браги. В убийстве подозревают знаменитого охотника за драгоценностями, вора Сили Бута. После неудачи Темперанс отстраняют от расследования и теперь она вынуждена заключить союз с Сили Бутом, чтобы без технологий и поддержки найти истинного убийцу. |            |                                                                         |                     |                                                                           |                  |             |                     |
| 201 | 11         | «The Psychic in the Soup» «Суп из экстрасенса»                          | Жанно Шварц         | Лина Уэйт                                                                 | 26 марта 2015    | AAKY11      | 5,84                |
| Решив срубить мёртвое дерево, лесничий обнаруживает в стволе труп экстрасенса. Погибшая находила клиенток в церкви своего отца, а для большего доверия завязывала с ними романтические отношения. На помощь к команде Джеферсоновского института приходит старая знакомая, медиум Аваллон Хармони. Однако вместо погибшей женщины она связывается со Свитсом, которому в этот день могло бы исполниться тридцать лет. Интерн: Рудольфо Фуэнтес.                                                                   |            |                                                                         |                     |                                                                           |                  |             |                     |
| 202 | 12         | «The Teacher in the Books» «Учитель в книгах»                           | Энн Рентон          | Тейлор Мартин                                                             | 2 апреля 2015    | AAKY12      | 4,74                |
| В заброшенном книжном магазине находят тело учительницы-волонтера из школы для малоимущих семей. Все отзываются о ней как о прекрасной и доброй женщине, которая всеми силами старалась помочь своим ученикам. Тем временем, по просьбе издателя доктор Бреннан осваивает твиттер. Увеличить популярность её блога помогает Джессика Уоррен. Интерн: Джессика Уоррен. |            |                                                                         |                     |                                                                           |                  |             |                     |
| 203 | 13         | «The Baker in the Bits» «Кусочки Бэйкера»                               | Майкл Ланж          | Джонатан Коллир                                                           | 9 апреля 2015    | AAKY13      | 5,03                |
| При взрыве в шахте погиб человек. Следы на костях говорят о том, что перед смертью он был похищен, но сбежал. Установив по татуировкам, что он бывший заключённый, Бут и Бреннан находят пекарню, где работают только освободившиеся из тюрьмы. После опроса коллег становится ясно, что погибший хотел провернуть новое ограбление. Арасту узнаёт о болезни брата и хочет вернуться в Иран, что вызывает опасения у Кэм. Интерн: Арасту Вазири.                                                                  |            |                                                                         |                     |                                                                           |                  |             |                     |
| 204 | 14         | «The Putter in the Rough» «Тяжелая клюшка»                              | Милан Чейлов        | Дейв Томас                                                                | 16 апреля 2015   | AAKY14      | 4,88                |
| Незадачливый самоубийца находит труп на автомобильной парковке. Погибший профессионально играл в мини-гольф и был первым претендентом на место чемпиона проходящего турнира. Макс был пойман на разорении могилы разыскиваемого преступника, а Вендел попросил Ходжинса помочь починить часы его девушки. Интерн: Венделл Брэй. |            |                                                                         |                     |                                                                           |                  |             |                     |
| 205 | 15         | «The Eye in the Sky» «Глаз в небе»                                      | Арлин Сэнфорд       | Джини Хонг                                                                | 23 апреля 2015   | AAKY15      | 4,65                |
| В измельчителе для мусора найдены останки картёжника. Становится известно, что перед смертью он выиграл крупную сумму денег. Бут идёт под прикрытие в клуб любителей покера, что вызывает опасения, потому что он — игроман. Бреннан узнаёт, что снова беременна. Ходжинс с подачи Джессики изобретает нечто новое. Интерн: Джессика Уоррен. |            |                                                                         |                     |                                                                           |                  |             |                     |
| 206 | 16         | «The Big Beef at the Royal Diner» «Кусок говядины в королевском ужине»  | Алекс Чаппл         | Хилари Уэйзман Грэм                                                       | 30 апреля 2015   | AAKY16      | 4,29                |
| Желающая похудеть женщина падает прямо на кости кулинарного критика. Бут и Бреннан выясняют, что перед смертью он раскритиковал их любимую закусочную. Ходжинс продаёт своё изобретение и получает аванс в 2 миллиона. Интерн: Кларк Эдисон. |            |                                                                         |                     |                                                                           |                  |             |                     |
| 207 | 17         | «The Lost in the Found» «Потерянное в найденном»                        | Жанно Шварц         | Эмили Сильвер                                                             | 7 мая 2015       | AAKY17      | 4,49                |
| Пропавшую ученицу частной школы для девочек находят мёртвой в овраге. Выясняется, что она была изгоем среди сверстников и подвергалась нападкам со стороны других учениц. Бреннан находит много общего между собой и погибшей. Она также признаёт, что боится потерять кого-то из близких, оставаясь и дальше на своей работе. Интерн: Дейзи Вик. |            |                                                                         |                     |                                                                           |                  |             |                     |
| 208 | 18         | «The Verdict in the Victims» «Приговор жертвы»                          | Майкл Ланж          | Никечи Окоро Кэрролл                                                      | 7 мая 2015       | AAKY18      | 4,49                |
| Когда до казни серийного убийцы Алекса Роквелла (которого поймали с помощью Бута и Бреннан) остается всего 48 часов, Бреннан начинает сомневаться в его виновности. Она вместе с командой Джефферсона возобновляет расследование. Интерн: Рудольфо Фуэнтес. |            |                                                                         |                     |                                                                           |                  |             |                     |
| 209 | 19         | «The Murder in the Middle East» «Убийство на Среднем Востоке»           | Милан Чейлов        | Майкл Питерсон                                                            | 14 мая 2015      | AAKY19      | 4,71                |
| Влиятельный член иранского парламента похищает Арасту. Бут и Кэм отправляются в Иран, чтобы помочь Арасту в расследовании, ради которого он был похищен. Команда Джефферсона удалённо им помогает. Бреннан просит помощи в борьбе с увлечением Бута азартными играми у Обри. Интерн: Арасту Вазири. |            |                                                                         |                     |                                                                           |                  |             |                     |
| 210 | 20         | «The Woman in the Whirlpool» «Женщина в джакузи»                        | Дуайт Литтл         | Кэти Райкс и Керри Райкс                                                  | 28 мая 2015      | AAKY20      | 5,42                |
| Когда на речном берегу обнаруживают труп коллекционера, команда Джефферсона погружается в странный мир коллекционеров, чтобы провести расследование. Бут и Бреннан переживают кризис в отношениях из-за увлечения Сили азартными играми. Интерн: Джессика Уоррен. |            |                                                                         |                     |                                                                           |                  |             |                     |
| 211 | 21         | «The Life in the Light» «Жизнь в свете»                                 | Рэнди Зиск          | Кит Фоглесонг                                                             | 4 июня 2015      | AAKY21      | 5,21                |
| Команда расследуют дело об убийстве инструктора по йоге, который прежде состоял в банде байкеров. Тем временем Бут 30 дней не играет в азартные игры и налаживает отношения с Бреннан. Энджела и Ходжинс решают переехать в Париж, а Ходжинс наконец узнаёт имя Энджелы, данное при рождении. Интерн: Венделл Брэй. |            |                                                                         |                     |                                                                           |                  |             |                     |
| 212 | 22         | «The Next in the Last» «Следующий в последнем»                          | Иэн Тойнтон         | Стефан Нейтан и Джонатан Коллир                                           | 11 июня 2015     | AAKY22      | 5,11                |
| Команда исследует останки человека, который мог быть протеже серийного убийцы Кристофера Пеланта. Энджела и Ходжинс решают не переезжать в Париж, а остаться в Джефферсоне. Тем временем Бут и Бреннан решают оставить свои должности в Джефферсоне и ФБР. Интерн: Кларк Эдисон, Венделл Брэй, Дейзи Вик. |            |                                                                         |                     |                                                                           |                  |             |                     |